# Суран (співачка)
Сін Су Ран (кор. 신수란; нар. 15 липня 1986), відоміша під мононімом Суран (수란), — південнокорейська співачка. Дебютувала у складі дуету Lodia 9 липня 2014 року з синглом «I Got a Feeling». Здобула широку популярність у квітні 2017 року після виходу пісні «Wine», записаною спільно з репером Шуґою з BTS.

## Кар'єра

### 2017–дотепер: «Wine» іWalkin
У січні 2017 року вона з'явилася на шоу MBC King of Mask Singer (епізоди 93–94) як учасниця під назвою «Skip to the End, Hello».
24 квітня 2017 року співачка випустила цифровий сингл під назвою «Wine» спільно з Шуґою з BTS, Slow Rabbit і репером Changmo, який також був співпродюсером. Пісня посіла друге місце в цифровому чарті Gaon, досягши понад 500 000 цифрових завантажень до кінця травня.
Після успіху синглу співачка випустила свій дебютний мініальбом Walkin' 2 червня 2017 року, якій посів 30 місце в чарті альбомів Gaon. Головний сингл «1+1=0» за участю південнокорейського співака Діна вийшов того ж дня. Сингл посів 32 місце в цифровому чарті Gaon і отримав понад 100 000 цифрових завантажень.

## Особисте життя
В епізоді Video Star у квітні 2019 року Суран розповіла, що в 2015 році у неї діагностували рак молочної залози, через що вона зробила мастектомію.

## Дискографія

### Мініальбоми
| Назва   | Деталі альбому                                                                                        | Пікові позиції у чартах | Продажі                |
| Назва   | Деталі альбому                                                                                        | KOR                     | Продажі                |
| ------- | --- | ----------------------- | ---------------------- |
| Walkin' | - Реліз: 2 червня 2017 - Лейбл: Million Market, LOEN Entertainment - Формат: CD, цифрове завантаження | 30                      | - Південна Корея: 963+ |
| Jumpin' | - Реліз: 22 березня 2019 - Лейбл: Million Market - Формат: CD, цифрове завантаження                   | 92                      | Н/Д                    |

### Сингли
| Назва | Рік                    | Пікові позиції у чартах | Пікові позиції у чартах | Продажі (DL)                | Альбом                             |
| Назва | Рік                    | KOR                     | KOR Hot 100             | Продажі (DL)                | Альбом                             |
| Як головний виконавець | Як головний виконавець | Як головний виконавець  | Як головний виконавець  | Як головний виконавець      | Як головний виконавець             |
| --- | ---------------------- | ----------------------- | ----------------------- | --------------------------- | ---------------------------------- |
| «I Feel» | 2014                   | —                       | —                       | Н/Д                         | Сингли поза альбомом               |
| «Calling In Love» feat. Beenzino | 2015                   | —                       | —                       | Н/Д                         | Сингли поза альбомом               |
| «Ddang» (кор. 땡땡땡) feat. Hwasa | 2016                   | —                       | —                       | Н/Д                         | Сингли поза альбомом               |
| «Paradise Go» (кор. 떠날랏꼬) | 2016                   | —                       | —                       | Н/Д                         | Сингли поза альбомом               |
| «Winter Bird» (кор. 겨울새) | 2016                   | —                       | —                       | Н/Д                         | Сингли поза альбомом               |
| «Wine» (кор. 오늘 취하면) prod. Suga feat. Changmo | 2017                   | 2                       | 11                      | - Південна Корея: 2,500,000 | Walkin'                            |
| «1+1=0» feat. Dean | 2017                   | 32                      | 66                      | - Південна Корея: 150,343+  | Walkin'                            |
| «Sad Pain» (кор. 슬픈 아픔) | 2017                   | —                       | —                       | Н/Д                         | Сингли поза альбомом               |
| «Love Story» (кор. 러브스토리) feat. Crush | 2017                   | 17                      | 37                      | - Південна Корея: 242,923+  | Сингли поза альбомом               |
| «Hide and Seek» (кор. 그놈의 별) feat. Heize | 2019                   | 70                      | —                       | Н/Д                         | Сингли поза альбомом               |
| «Don't hang up» (кор. 전화끊지마) feat. pH-1 | 2019                   | 179                     | —                       | Н/Д                         | Jumpin'                            |
| «OJB» (кор. 어젯밤 꿈에) | 2019                   | —                       | —                       | Н/Д                         | Jumpin'                            |
| «Surfin'» (кор. 서핑해) | 2019                   | —                       | —                       | Н/Д                         | Сингли поза альбомом               |
| «Wait for you» (кор. 널 기다리고 있을게) | 2019                   | —                       | —                       | Н/Д                         | Сингли поза альбомом               |
| «The Door» feat. Car, the Garden | 2020                   | —                       | —                       | Н/Д                         | Сингли поза альбомом               |
| «Sunny» | 2021                   | —                       | —                       | Н/Д                         | Сингли поза альбомом               |
| «Sunny (TAK Remix)» feat. Big Naughty | 2021                   | —                       | —                       | Н/Д                         | Сингли поза альбомом               |
| «Blanket» feat. Wonstein | 2021                   | —                       | —                       | Н/Д                         | Сингли поза альбомом               |
| Колаборації |                        |                         |                         |                             |                                    |
| «2013~Forever» (кор. 2013~영원히) with KittiB | 2016                   | —                       | —                       | Н/Д                         | Melody To Masterpiece              |
| «The Way Home» (кор. 집으로) with Im Se-jun, Park Bo-ram & Yu Sung-eu | 2016                   | —                       | —                       | Н/Д                         | Melody To Masterpiece              |
| «I Love You, Be Happy» (кор. 사랑해 행복해) with KCM & Yu Sung-eun | 2016                   | —                       | —                       | Н/Д                         | Melody To Masterpiece              |
| «I'm Sorry» (кор. 미안합니다) with Jhameel Kim | 2016                   | —                       | —                       | Н/Д                         | Melody To Masterpiece              |
| «Twinkle» with Park Hye-soo | 2017                   | —                       | —                       | Н/Д                         | King of Mask Singer                |
| «I Have a Girlfriend» (кор. 난 여자가 있는데) | 2017                   | —                       | —                       | Н/Д                         | King of Mask Singer                |
| «Groggy» (кор. 꾸러기) with Kim Bum-soo | 2018                   | —                       | —                       | Н/Д                         | The Call                           |
| «SOME MORE» (кор. 썸머) with Gray, Loco, Eddy Kim | 2018                   | —                       | —                       | Н/Д                         | The Call                           |
| «Remember» among The Call artists | 2018                   | —                       | —                       | Н/Д                         | The Call                           |
| «COCO» (кор. 코코) with Sunwoo Jung-a, Park Kyung, Kim Hyunwoo, Song Yuvin | 2019                   | —                       | —                       | Н/Д                         | Melody Bookstore                   |
| «Little Prince (Withered Flower)» (кор. 어린 왕자 (시들어버린 꽃)) with Sunwoo Jung-a, Park Kyung, Song Yuvin | 2019                   | —                       | —                       | Н/Д                         | Melody Bookstore                   |
| «Try to meet» (кор. 만나려 해) with Sunwoo Jung-a, Park Kyung, Kim Hyunwoo, Song Yuvin, Parc Jae-jung | 2019                   | —                       | —                       | Н/Д                         | Melody Bookstore                   |
| «Goin’ Crazy (Prod. Park Kyung) Feat. Ravi» (미안합니다) with Sunwoo Jung-a, Park Kyung, Kim Hyunwoo, Song Yuvin | 2019                   | —                       | —                       | Н/Д                         | Melody Bookstore                   |
| «Moon, sleep, dream… we» (кор. 달, 잠, 꿈... 우리) with Sunwoo Jung-a, Kim Hyunwoo, Park Kyung, Kim Tae-hyun, Song Yuvin | 2019                   | —                       | —                       | Н/Д                         | Melody Bookstore                   |
| «This is me» (кор. 이런 나 그것도 너) with Sunwoo Jung-a | 2019                   | —                       | —                       | Н/Д                         | Melody Bookstore                   |
| «Hero of heroes (Feat. Hangzoo, with Kim Jae-heung of DickPunks)» with Kim Hyunwoo | 2019                   | —                       | —                       | Н/Д                         | Melody Bookstore                   |
| «Still Standing» (кор. 봄은 너니까) with Yesung | 2020                   | —                       | —                       | Н/Д                         | SM Station Season 4                |
| «Automatic Remix» (з Chancellor, Jay Park, Lee Hi, Bibi, Jamie, Moon, Bumkey, Samuel Seo, Babylon, Hoody, Sumin, MRSHLL, Ann One, Elo, twlv, oceanfromtheblue, Jiselle, Sole, Thama, K.vsh, Jinbo, Jerd, Soovi, B.E.D., Xydo, Owell Mood, and None) | 2020                   | —                       | —                       | Н/Д                         | Сингл без альбому                  |
| «Mine» з Bumkey & dress | 2021                   | —                       | —                       | Н/Д                         | Mine with KozyPop                  |
| «Photography» (кор. 사진 (하늘만 바라봐)) з San E | 2021                   | —                       | —                       | Н/Д                         | Cyworld BGM 2021                   |
| Як запрошений виконавець |                        |                         |                         |                             |                                    |
| «Mannequin» (кор. 마네퀸) Primary feat. Beenzino & Suran | 2015                   | 11                      | —                       | - Південна Корея: 216,611+  | 2                                  |
| «Pride and Prejudice» (кор. 오만과 편견) Zico feat. Suran | 2015                   | 14                      | —                       | - Південна Корея: 187,121+  | Gallery                            |
| «And» (кор. 끝) Xitsuh feat. Suran | 2016                   | 61                      | —                       | - Південна Корея: 73,970+   | Show Me the Money 5                |
| «Beside Me» Code Kunst feat. BewhY, YDG & Suran | 2016                   | 92                      | —                       | - Південна Корея: 21,264+   | Muggle's Mansion                   |
| «3AM» (кор. 밤에 들어줘) Kiggen feat. Suran & Hanhae | 2016                   | —                       | —                       | - Південна Корея: 14,338+   | Song For the Night                 |
| «No Thnx» Юк Джі Дам feat. Suran & Dean | 2016                   | 83                      | —                       | - Південна Корея: 22,899+   | Unpretty Rapstar 3                 |
| «So Far Away» Agust D (Suga of BTS) feat. Suran | 2016                   | —                       | —                       | Н/Д                         | Agust D                            |
| «Voice» Tak feat. Suran | 2016                   | —                       | —                       | Н/Д                         | Voice                              |
| «Love Is a Dog From Hell» (кор. 사랑은 지옥에서 온 개) Mad Clown feat. Suran | 2017                   | 17                      | —                       | - Південна Корея: 137,618+  | Love is a Dog From Hell            |
| «ZINZA» (кор. 진자) Woo Won-jae feat. YDG, Suran | 2017                   | 33                      | —                       | - Південна Корея: 118,119+  | Show Me The Money 6                |
| «Somewhere» (кор. 어디쯤에) GroovyRoom feat. Suran, PH-1 | 2017                   | 78                      | —                       | - Південна Корея: 32,120    | Everywhere                         |
| «Love Rain» Yuju of GFriend feat. Suran | 2018                   | —                       | —                       | Н/Д                         | Сингл без альбому                  |
| «Peach» Reddy feat. Suran | 2018                   | —                       | —                       | Н/Д                         | Telescope                          |
| «TEMPERATURE» (кор. 온도) MC Mong feat. Suran | 2019                   | 49                      | —                       | Н/Д                         | CHANNEL 8                          |
| Саундтреки |                        |                         |                         |                             |                                    |
| «To Your Dream» (кор. 너의 꿈에) | 2016                   | —                       | —                       | Н/Д                         | Entertainer OST                    |
| «Step Step» | 2016                   | 90                      | —                       | - Південна Корея: 88,559+   | Don't Dare to Dream OST            |
| «Heartbeat» | 2017                   | —                       | —                       | Н/Д                         | Strong Girl Bong-soon OST          |
| «Winter Tree» (кор. 바람이 차갑네요) | 2017                   | —                       | —                       | Н/Д                         | Innocent Defendant OST             |
| «Still Breathe» | 2017                   | —                       | —                       | Н/Д                         | Cross Country OST                  |
| «Cross Country» (кор. 크로스컨트리) with Ha: tfelt and Kim Bo-hyung | 2017                   | —                       | —                       | Н/Д                         | Cross Country OST                  |
| «Water Orchid» (кор. 수란 (水蘭)) | 2017                   | —                       | —                       | Н/Д                         | The Emperor: Owner of the Mask OST |
| «Where Are You» (кор. 어디있나요) | 2017                   | —                       | —                       | Н/Д                         | Falsify OST                        |
| «I'll Be Fine» (кор. 뒷모습) | 2018                   | —                       | —                       | Н/Д                         | A Korean Odyssey OST               |
| «Dazzling» (кор. 눈부셔) | 2018                   | —                       | —                       | Н/Д                         | My Secret Terrius OST              |
| «Into The Abyss» with Coogie | 2019                   | —                       | —                       | Н/Д                         | Abyss OST                          |
| «Hibye» (кор. 안녕?!) | 2019                   | —                       | —                       | Н/Д                         | Love Playlist Season 4 OST         |
| «Two People» (кор. 두사람) | 2020                   | —                       | —                       | Н/Д                         | Find Me in Your Memory OST         |
| «Confuse» (кор. 마음이 이상해) | 2020                   | —                       | —                       | Н/Д                         | Soul Mechanic OST                  |
| «O.V.E.R» | 2020                   | —                       | —                       | Н/Д                         | Cheat on Me If You Can OST         |
| «One In A Million» | 2021                   | —                       | —                       | Н/Д                         | Lovestruck in the City OST         |
| «Glory» | 2021                   | —                       | —                       | Н/Д                         | Elsword OST: GLORY                 |
| «Stay Alive» | 2021                   | —                       | —                       | Н/Д                         | High Class OST                     |
| «My Loneliness Calls You» (кор. 나의 외로움이 널 부를 때) | 2022                   | —                       | —                       | Н/Д                         | Tomorrow OST                       |
| «Fantasy» | 2022                   | —                       | —                       | Н/Д                         | Kiss Sixth Sense OST               |
| Промо-сингли |                        |                         |                         |                             |                                    |
| «A Pleasant Meal» (кор. 즐거운 식탁) | 2018                   | —                       | —                       | Н/Д                         | Сингли поза альбомом               |
| «Relax Moment» | 2020                   | —                       | —                       | Н/Д                         | Сингли поза альбомом               |
| «—» релізи, що не потрапили у чарти або не виходили у відповідних регіонах. |                        |                         |                         |                             |                                    |

## Нагороди і номінації
| Рік  | Нагорода                     | Категорія                       | Номінант / Робота                             | Результат | Прим.  |
| ---- | ---------------------------- | ------------------------------- | --------------------------------------------- | --------- | ------ |
| 2017 | 19th Mnet Asian Music Awards | Best Vocal Performance — Female | «Wine» (오늘 취하면) prod. Suga feat. Changmo | Номінація | [ 33 ] |
| 2017 | 9th Melon Music Awards       | Song of the Year                | «Wine» (오늘 취하면) prod. Suga feat. Changmo | Номінація | [ 34 ] |
| 2017 | 9th Melon Music Awards       | R&B/Soul                        | «Wine» (오늘 취하면) prod. Suga feat. Changmo | Перемога  | [ 34 ] |
| 2017 | 9th Melon Music Awards       | Hot Trend Award (з Suga (BTS))  | «Wine» (오늘 취하면) prod. Suga feat. Changmo | Перемога  | [ 34 ] |
| 2018 | 32nd Golden Disc Awards      | Digital Bonsang                 | «Wine» (오늘 취하면) prod. Suga feat. Changmo | Номінація | [ 35 ] |
| 2018 | 32nd Golden Disc Awards      | Best R&B/Soul                   | «Wine» (오늘 취하면) prod. Suga feat. Changmo | Перемога  | [ 35 ] |
| 2018 | 32nd Golden Disc Awards      | Global Popularity Award         | Н/Д                                           | Номінація | [ 35 ] |
| 2018 | 27th Seoul Music Awards      | Bonsang Award                   | Н/Д                                           | Номінація | [ 36 ] |
| 2018 | 27th Seoul Music Awards      | R&B/Ballad Award                | Н/Д                                           | Перемога  | [ 36 ] |
| 2018 | 27th Seoul Music Awards      | Popularity Award                | Н/Д                                           | Номінація | [ 36 ] |
| 2018 | 27th Seoul Music Awards      | Hallyu Special Award            | Н/Д                                           | Номінація | [ 36 ] |
| 2018 | 7th Gaon Chart Music Awards  | Song of the Year — April        | «Wine» (오늘 취하면) prod. Suga feat. Changmo | Номінація | [ 37 ] |

## Нотатки
1. ↑  Сингл «Mine» не потрапив у Gaon Digital Chart, але посів 37 місце у Gaon Download Chart[18].
2. ↑  Сингл «Photography» не потрапив у Gaon Digital Chart,але посів 69 місце у component Gaon Download Chart[19].
3. ↑  Released as a promotional single for the Yogiyo Korean BBQ delivery app[31].
4. ↑  Released as a promotional single for «Kumiho Relax Beer» from handmade beer company KABREW[32].